# Drużba Myriwka
Drużba Myriwka (ukr. ПФК «Дружба» Мирівка) – ukraiński klub piłkarski, mający siedzibę w miejscowości Myriwka, w obwodzie kijowskim, na północy kraju, grający od sezonu 2023/24 w rozgrywkach ukraińskiej Druhiej-lihi.

## Historia
Chronologia nazw:
- 1961: FK Drużba Myriwka (ukr. ФК «Дружба» (Мирівка))
- 2023: PFK Drużba Myriwka (ukr. ПФК «Дружба» (Мирівка))

Klub piłkarski Drużba został założony w miejscowości Myriwka w 1961 roku. Początkowo zespół występował w mistrzostwach obwodu kijowskiego. Zespół lokalnie odnosił sukcesy, ostatni w czasie przypadł na koniec lat 80. XX wieku, kiedy to piłkarze Drużby uchodzili za jednych z najsilniejszych w ówczesnym rejonie kaharlickim..
Kolejna era sukcesów klubu zaczęła się w 2019 roku. Sezon rozgrywek upłynął pod znakiem zdobycia mistrzostwa i pucharu rejonu kaharlickiego. Pierwszy triumf w obwodowych rozgrywek miał miejsce w 2020 roku. Drużyna została zwycięzcą I ligi obwodu kijowskiego  - 20 zwycięstw w 22 meczach i żadnej porażki. W następnym roku drużyna za pierwszym podejściem zdobyła brązowe medale mistrzostw obwodu kijowskiego, a także zagrała w finale Pucharu obwodu kijowskiego i meczu o Superpuchar obwodu kijowskiego. W sezonie 2021/22 zespół startował w rozgrywkach Amatorskiego Pucharu Ukrainy. W następnym sezonie 2022/23 drużyna również występowała w Amatorskiej lidze. Zespół został najlepszym klubem na poziomie amatorskim, zdobywając mistrzostwo i Puchar Ukrainy. Latem 2023 roku klub zgłosił się do rozgrywek Drugiej ligi (D3) i otrzymał status profesjonalny.

## Barwy klubowe, strój, herb, hymn
|  |  |  |

Klub ma barwy zielono-biało-żółte. Piłkarze domowe spotkania zazwyczaj grają w zielonych koszulkach, zielonych spodenkach oraz czarnych getrach.

## Sukcesy

### Trofea międzynarodowe
Do chwili obecnej klub jeszcze nigdy nie zakwalifikował się do rozgrywek europejskich.

### Trofea krajowe
| \| \| Zdobyte trofea w rozgrywkach Ukrainy (stan na: 31-05-2023) \| |                                                            |      |          |
| Rozgrywki                                                           | Osiągnięcie                                                | Razy | Sezon(y) |
| · Mistrzostwo                                                       | I miejsce                                                  | 0    |          |
| · Mistrzostwo                                                       | II miejsce                                                 | 0    |          |
| · Mistrzostwo                                                       | III miejsce                                                | 0    |          |
| Puchar                                                              | zdobywca                                                   | 0    |          |
| Puchar                                                              | finalista                                                  | 0    |          |
| Puchar                                                              | 1/64 finału                                                | 1    | 2023/24  |
| II liga                                                             | I miejsce                                                  | 0    |          |
| II liga                                                             | II miejsce                                                 | 0    |          |
| II liga                                                             | III miejsce                                                | 0    |          |
| Ukraina                                                             | Zdobyte trofea w rozgrywkach Ukrainy (stan na: 31-05-2023) |      |          |

- Druha liha (D3):
  - ?.miejsce (1x): 2023/24
- Amatorska liga (D4):
  - mistrz (1x): 2022/23
- Amatorski Puchar Ukrainy:
  - zdobywca: 2022/23
- Mistrzostwa obwodu kijowskiego:
  - mistrz: 2023
  - brązowy medalista: 2021
- Puchar obwodu kijowskiego:
  - zdobywca: 2023
  - finalista: 2021
- Superpuchar obwodu kijowskiego:
  - zdobywca: 2023
  - finalista: 2021

## Poszczególne sezony

### Rozgrywki międzynarodowe

#### Europejskie puchary
Nie uczestniczył w rozgrywkach europejskich.

### Rozgrywki krajowe
| \| Ukraina \| Bilans występów klubu w rozgrywkach piłkarskich Ukrainy (Stan na 31 maja 2023 r.) \| \| |                                                                                   |        |       |   |   |   |    |    |     |         |        |        |      |
| Poziom                                                                                                | Rozgrywki                                                                         | Sezony | Mecze | Z | R | P | B+ | B– | Pkt | Lata    | Awanse | Spadki | Naj. |
| I | Premier-liha                                                                      | 0      |       |   |   |   |    |    |     |         | 0      | 0      |      |
| II | Persza liha                                                                       | 0      |       |   |   |   |    |    |     |         | 0      | 0      |      |
| III                                                                                                   | Druha liha                                                                        | 1      |       |   |   |   |    |    |     | od 2023 | 0      | 0      | ?    |
| IV | Amatorska liha                                                                    | 1      |       |   |   |   |    |    |     | 2022/23 | 1      | 0      | 1    |
| | Puchar Ukrainy                                                                    | 1      |       |   |   |   |    |    |     | od 2023 | 0      | 0      | 1/64 |
| Ukraina                                                                                               | Bilans występów klubu w rozgrywkach piłkarskich Ukrainy (Stan na 31 maja 2023 r.) |        |       |   |   |   |    |    |     |         |        |        |      |

## Piłkarze, trenerzy, prezydenci i właściciele klubu

### Trenerzy
...
- 2019–...:  Dmytro Czyrykał

### Prezydenci
...
- 2019–...:  Ołeksandr Onyszczenko

## Struktura klubu

### Stadion
Klub piłkarski rozgrywa swoje mecze domowe na stadionie SK Drużba w Kaharłyku, który może pomieścić 2 133 widzów.

## Kibice i rywalizacja z innymi klubami

### Derby
- Czajka Petropawliwśka Borszczahiwka
- FK Kudriwka